# Osamu Minagawa
Osamu Minagawa (jap. 皆川おさむ Minagawa Osamu; ur. 22 stycznia 1963 w Tokio, zm. 23 lipca 2025 w Jokohamie) – były japoński piosenkarz i aktor dziecięcy, przedstawiciel chóru dziecięcego Hibari. Jego singel „Kuroneko no Tango”, japoński cover włoskiej piosenki dla dzieci „Volevo un gatto nero”, wydany w 1969 roku, jest jednym z najlepiej sprzedających się singli w Japonii.

## Dyskografia

### Albumy studyjne
| # | Tytuł                              | Informacje                                                             | Przy. |
| - | ---------------------------------- | ---------------------------------------------------------------------- | ----- |
| 1 | Kuroneko no Tango (黒ネコのタンゴ) | - Wydany: 25 kwietnia 1970 - Wydawnictwo: Philips Records - Format: LP | [ 6 ] |